# Popeye the Sailor Meets Sindbad the Sailor
Popeye the Sailor Meets Sindbad the Sailor ist ein US-amerikanischer animierter Kurzfilm von Dave Fleischer aus dem Jahr 1936.

## Handlung
Auf Sindbads Insel leben die größten Monster, die der Seefahrer bei seinen Touren besiegt und mit nach Hause genommen hat. Alle erkennen ihn als größten Seefahrer und bemerkenswert-außergewöhnlichsten Menschen an. Die brüllenden Löwen, die seinen Palast bewachen, kann Sindbad mit einer Ohrfeige ruhigstellen, den zweiköpfigen Riesen Boola bringt er mit einem Faustschlag zur Raison, und auch der riesige Greifvogel Roch lehnt sich nicht gegen ihn auf.
Während Sindbad noch singt, dass er der größte Seefahrer aller Zeiten sei, hört er in der Ferne Popeye singen, dass wiederum er der größte sei. Popeye ist mit Olivia und J. Wellington Wimpy auf seinem kleinen Schiff unterwegs. Sindbad weist Roch an, das Schiff zu zerstören und ihm Olivia zu bringen. Kurze Zeit später ist Olivia in seiner Gewalt und das Schiff gesunken.
Popeye hat Wimpy heil auf die Insel Sindbads gebracht. Während Wimpy mit einem Fleischwolf Jagd auf eine Ente macht, beginnt Popeye mit der Rettung Olivias. Zunächst bereitet er Roch in einem nahe gelegenen Vulkan zu einem Brathähnchen zu und schlägt Boola k.o. Am Ende kommt es zum Zweikampf zwischen Popeye und Sindbad, den Popeye durch zusätzliche Spinateinnahme für sich entscheiden kann. Die Tiere der Insel erkennen nun Popeye als den größten Seefahrer an.

## Produktion
Popeye the Sailor Meets Sindbad the Sailor war der erste Popeye-Trickfilm, der in Technicolor entstand. Mit 16 Minuten war er dreimal so lang wie der gewöhnliche Trickfilm der Popeye-Trickfilmserie. Zusammen mit Popeye the Sailor Meets Ali Baba’s Forty Thieves (1937) und Aladdin and His Wonderful Lamp (1939) bildet er die Trickfilmreihe Popeye Color Specials. Er kam am 27. November 1936 in die Kinos.

## Synchronisation
| Rolle   | Originalsprecher |
| ------- | ---------------- |
| Sindbad | Gus Wickie       |
| Popeye  | Jack Mercer      |
| Olivia  | Mae Questel      |
| Wimpy   | Lou Fleischer    |

## Auszeichnungen
Popeye the Sailor Meets Sindbad the Sailor wurde 1937 für einen Oscar in der Kategorie „Bester animierter Kurzfilm“ nominiert, konnte sich jedoch nicht gegen Der Vetter vom Lande durchsetzen.
Im Jahr 2004 wurde der Film von der Library of Congress ins National Film Registry aufgenommen.